# Cratere Sanger
Sanger  è un cratere sulla superficie di Venere. Deve il proprio nome alla ricercatrice statunitense Margaret Sanger.